# Le avventure di Shirley Holmes
Le avventure di Shirley Holmes (The Adventures of Shirley Holmes) è una serie televisiva canadese in 52 episodi andati in onda per la prima volta nel corso di 4 stagioni dal 1997 al 2000 sulla rete YTV

## Trama
La serie per ragazzi è incentrata sulle avventure di Shirley Holmes, pronipote di dodici anni dell'investigatore privato Sherlock Holmes. Tra le varie indagini che la giovane intraprende, una delle più importanti è quella relativa alla scomparsa della madre, una famosa virologa sparita durante alcune ricerche in Ruanda.

## Episodi
| Stagione         | Episodi | Prima TV originale | Prima TV Italia |
| ---------------- | ------- | ------------------ | --------------- |
| Prima stagione   | 13      | 1997               | -               |
| Seconda stagione | 13      | 1998               | -               |
| Terza stagione   | 13      | 1998               | -               |
| Quarta stagione  | 13      | 2000               | -               |

## Personaggi

### Personaggi principali
- Shirley Holmes (stagioni 1-4), interpretata da Meredith Henderson, doppiata in italiano da Monica Vulcano.[2]
- Francis Boris "Bo" Sawchuk (stagioni 1-4), interpretato da John White, doppiato in italiano da Mirko Savone.[2]
È un mico di Shirley che la aiuta nelle sue indagini.
- Molly Hardy (stagioni 1-4), interpretata da Sarah Ezer, doppiata in italiano da Domitilla D'Amico.[2]
Rappresenta la nemesi della protagonista e spesso è in contrapposizione con lei dimostrandosi troppo ambiziosa.[1]
- Alicia Giannelli (stagioni 1-4), interpretata da Annick Obonsawin, doppiata in italiano da Francesca Manicone.[2]
È una buona amica di Shirley e Bo e lavora presso il Cafe Quazar.
- Bartholomew "Bart" James (stagioni 1-4), interpretato da Blair Slater, doppiato in italiano da Elena Perino.[2]
- Sterling "Stink" Patterson (stagioni 1-4), interpretato da Brendan Fletcher, doppiato in italiano da Davide Perino.[2]
- Robert Holmes (stagioni 1-4), interpretato da Chris Humphreys.[2]
- Peggy Holmes (stagioni 1-3), interpretata da Elizabeth Shepherd.[2]È la nonna di Shirley.
- Joanna Holmes, interpretata da Maggie Huculak.[2]
- Cynthia Stratmann, interpretata da Marie Stillin.[2]
- Arthur Howie, interpretato da Colin Fox.[2]

### Personaggi secondari
- Ms. Stratmann (stagioni 1-4), interpretata da Marie Stillin.
- Parker (stagioni 1-4), interpretato da R. Morgan Slade.
- Mrs. Fish (stagioni 1-4), interpretata da Helen Roupp.
- Watson il cane (stagioni 1-4), interpretato da Nathan.
- Stagehand (stagioni 1-4), interpretato da Rick Skene.
- Ispettore Marquee (stagione 1), interpretato da Phillip Jarrett.
- Core Kid (stagioni 1-3), interpretato da K. Bethany Bomback.
- Mr. Howie (stagioni 1-4), interpretato da Colin Fox.
- Banconista alla caffetteria (stagioni 1-2), interpretato da Joyce Krenz.
- Adam Quincy (stagioni 2-4), interpretato da Arne MacPherson.
- Kasey Zee (3 episodi, 1997-1998), interpretato da Thomas Milburn Jr..
- Alex (3 episodi, 1998-2000), interpretato da Leslie Wolos.
- Lupo Mannaro (stagioni 3-4), interpretato da David Huynh.
- Matt (stagioni 3-4), interpretato da Bill Switzer.
- Frank Patterson (stagioni 1-2), interpretato da Jay Brazeau.
- Detective Tremain (stagioni 2-4), interpretato da Michael Puttonen.

## Produzione
Gli episodi sono stati girati a Manitoba, in Canada.

## Distribuzione
La serie è stata originalmente trasmessa dal 7 maggio 1997 al 7 maggio 2000 dall'emittente televisiva canadese YTV. La serie è stata trasmessa in molti altri paesi, tra cui l'Italia, dove è andata in onda su Rai 1 e successivamente su Telenorba e Teledue. L'edizione italiana è avvenuta per opera di Vittoria Falsini, con la direzione del doppiaggio di Ivana Mattei, su dialoghi italiani di Maria Agnese Franco ed Elettra Caporello.